# Schloss Pyrbaum

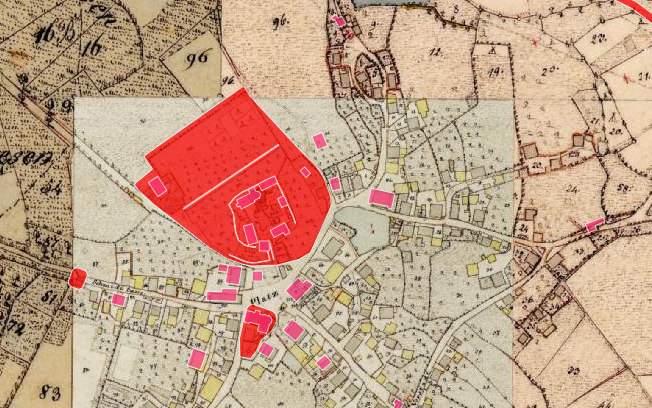
Lageplan von Schloss Pyrbaum auf dem Urkataster von Bayern

Das abgegangene Schloss Pyrbaum (bisweilen auch als Schloss Wolfstein zu Pyrbaum bezeichnet) liegt im Markt Pyrbaum im Oberpfälzer Landkreis Neumarkt in der Oberpfalz von Bayern (Schloßhof 1). Die Ruine ist unter der Aktennummer D-3-73-156-22 als Baudenkmal verzeichnet. „Archäologische Befunde im Bereich der frühneuzeitlichen Schlossruine von Pyrbaum, zuvor mittelalterliche Burg“ werden zudem als Bodendenkmal unter der Aktennummer D-3-6733-0004 geführt.

## Geschichte
Die frühere Burg bzw. das spätere Schloss war der Stammsitz der seit dem 12. Jahrhundert erwähnten Pyrbaumer. 1130 tritt urkundlich erstmals der Reichsministeriale (T)Durinhard de (P)Birboum (von mittelhochdeutsch birboum, „Birnbaum“) in einer Urkunde des Klosters Weihenstephan auf, in dem seine Tochter Nonne ist. Ab 1278 ist Pyrbaum dann im Besitz von Albert Rindsmaul de Nurnberch von Grünsberg, der sich dann nach seinem neuen Besitztum Rindesmule de Grundisperc nannte. Dieser stiftet 1292 seine Patronatsrechte an der Pyrbaumer Willibaldskapelle der Äbtissin Adelhaid vom Kloster Seligenporten in Pyrbaum. Durch Heirat mit einer Tochter derer von Rindsmaul (Adelsgeschlecht) kam Pyrbaum ab 1354 an den Albrecht von Wolfstein. Zusammen mit Niedersulzbürg und Obersulzbürg gehörte Pyrbaum dann für ca. 400 Jahre den Wolfsteiner. 1353 wird die Reichsunmittelbarkeit der Herrschaft Wolfstein anerkannt und im Jahr darauf werden die Herren von Wolfstein vom kaiserlichen Landgericht gefreit. 
1493 wurde an der Stelle der Burg durch den kaiserlichen Hofrat  Freiherr Wilhelm II. von Wolfstein das imposante Schloss Pyrbaum errichtet. 1602 erfolgt eine Teilung der Wolfsteiner Herrschaft: Johann Albrecht erhält das Reichslehen Pyrbaum, Hans Adam Sulzbürg.
1740 stirbt mit Reichsgraf Christian Albrecht das Geschlecht der Wolfsteiner aus. Aufgrund einer Lehensanwartschaft von 1562 kommt Pyrbaum zum Kurfürstentum Bayern. Nach dem Tod des bayerischen Kurfürsten Maximilian III. Josef, der 1769 auch das unabhängige Reichslehen derer von Wolfstein erlangt hatte, fielen Sulzbürg und Pyrbaum an
das Reich, das es 1779 der Regierung Bayerns unterstellte. 1806 wird die Allode Pyrbaum dem Landgericht Neumarkt zugeordnet. 

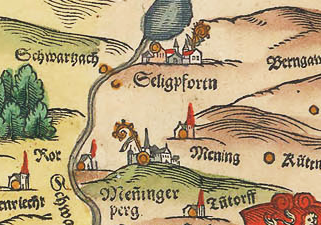
Schloss Pyrbaum auf der bayerischen Landtafel von Philipp Apian von 1568

## Schloss Pyrbaum einst und jetzt
Auf der bayerischen Landtafel von Philipp Apian von 1568 ist neben dem Klostergebäude von Seligporten noch eine burgähnliche Anlage mit einem mächtigen Bergfried zu erkennen. Der neu erbaute dreigeschossige Hauptbau von 1493 war mit einem hohen Walmdach gedeckt und besaß vier Rundtürme. Die Anlage war durch einen Weiher geschützt über den ein Steg zu dem Schloss und der daneben liegenden Kirche führte. 

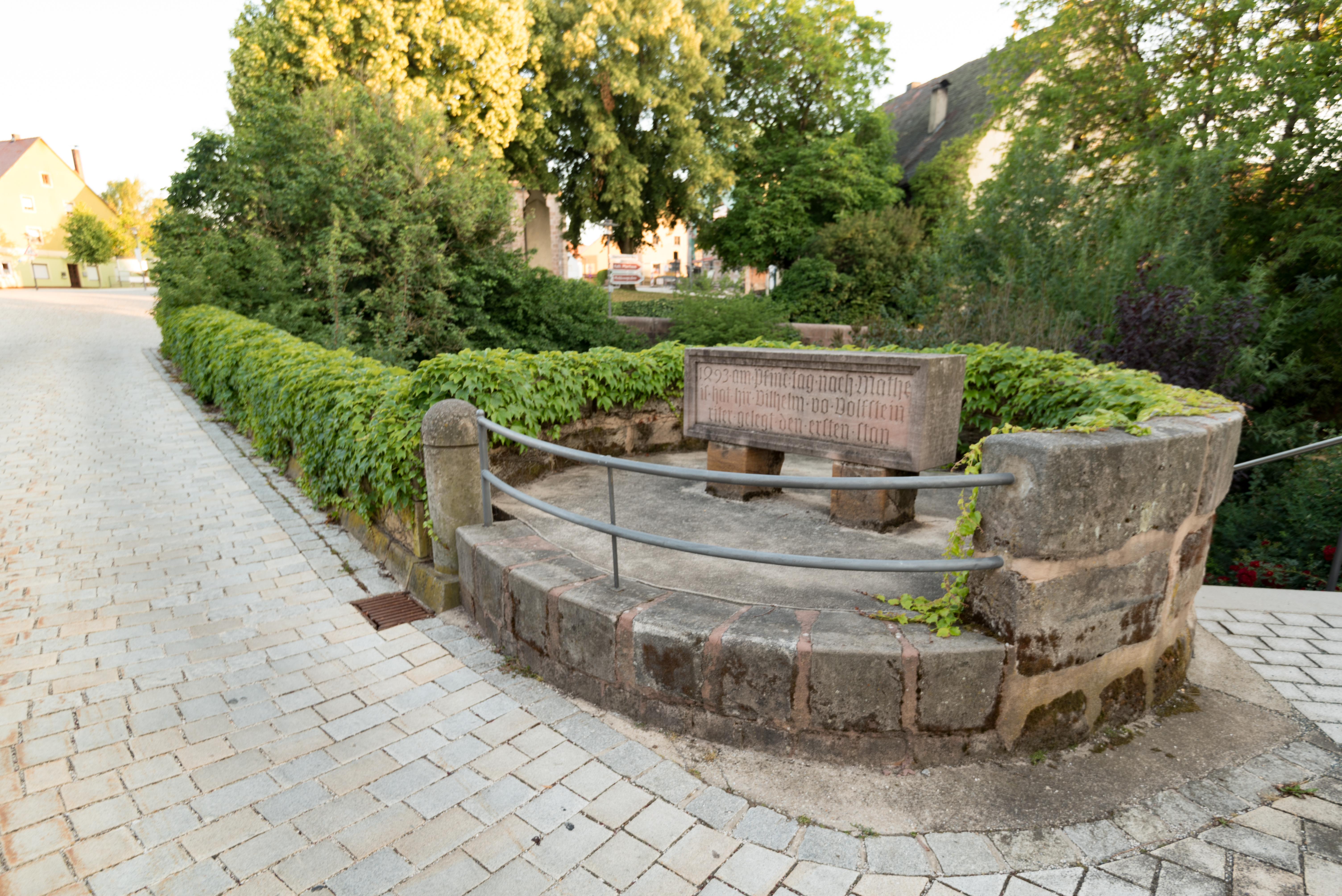
Schloss Pyrbaum, Turmfundament

Am 17. August 1853 wurde das Schloss durch Brandstiftung zerstört. Die vermeintlichen Brandstifter Michael Flier und sein Eheweib, die im Schloss wohnten, wurden noch während des Brandes verhaftet und nach Neumarkt abgeführt. Das Schloss wurde danach abgetragen und die Sandsteinquader wurden für den Bau der umliegenden Häuser verwendet. Auf dem Schlossplatz steht heute die katholische Kirche Mater Dolorosa aus dem Jahr 1886, die auf den Grundmauern der Schlosskirche erbaut wurde. Erhalten ist noch der ganze Graben mitsamt der Futtermauer, ebenso Grundmauerreste des Schlosses. Daneben ist noch ein rundes Turmfundament aus Sandsteinquadern vorhanden, dieses gehörte zu einem der doppeltürmigen Tore des Schlosses. Die Replik einer Gründungsinschrift legt an dieser Stelle Zeugnis von dem Schloss ab. Heute ist das Schloss als Baudenkmal D-3-73-156-22 vom Bayerischen Landesamt für Denkmalpflege erfasst.